# Аврора (самолёт)
«Аврора» — центральный объект легенды о предположительно существующем американском стратегическом самолёте-разведчике, который способен выполнять суборбитальный полёт на гиперзвуковых скоростях и использующий стелс-технологии. Согласно версии сторонников существования «Авроры», самолёт разрабатывался по одноимённому проекту в 1980-х — 1990-х годах, испытывается и участвует в операциях как замена SR-71 Blackbird, выведенного из эксплуатации в 1998 году. Тем не менее, Правительство и министерство обороны США отрицают наличие на вооружении такого самолёта.

## История
В марте 1990 года журнал «Неделя Авиации» (en:Aviation Week & Space Technology) сообщил, что термин «Aurora» был использован в 1985 году в американском бюджете (как распределение 455 миллионов долл. для «секретных авиационных проектов» в 1980-х годах). Финансирование проекта предположительно достигло 2,3 миллиарда долл. в 1987 году (согласно сообщению 1986 года, полученному из журнала «Неделя Авиации»). Однако согласно Бену Ричу, прежнему директору Lockheed Corporation и Skunk Works, Аврора была кодовым названием для B-2 Spirit, и никакого гиперзвукового самолёта никогда не существовало.
В мае 2006 года Министерство обороны Великобритании предложило ВВС США начать совместный проект по созданию гиперзвукового самолёта, возможно, в развитие проекта 1990-х годов.
В сентябре 2007 года DARPA и ВВС США подписали договор о возможной постройке беспилотного самолёта «Blackswift», DARPA Falcon Project. Название программы — Falcon (Сокол). Проект был отменён из-за недостаточного финансирования. 
23 апреля 2010 года ВВС США выполнили испытательный запуск беспилотного гиперзвукового планера Falcon. По некоторым сведениям, «Сокол» имеет возможность полёта на скоростях до 20 000 км/ч.

## Предполагаемые наблюдения
- Боб Лазар утверждал, что во время его работы в Неваде он кратко засвидетельствовал полёт Авроры. Он рассказывал, что услышал «страшный рёв», который звучал, будто «небо разрывалось». Хотя Роберт только мгновение видел физическое тело, он описал его как «очень большое» с «двумя огромными, квадратными выхлопами с лопастями в них». Наблюдатель утверждает также, что ему сообщили, что физическим телом была действительно «Аврора», «исследовательский высотный самолёт». Кроме того, утверждалось, что самолёт приводился в действие «жидким метаном».
- В марте 2006 года History Channel транслировал программу под названием «Иностранная история планеты Земля», которая исследовала сообщения об НЛО в контексте секретных авиационных военных программ. Во время программы журналист Ник Кук представил спутниковое изображение, демонстрирующее инверсионный след самолёта, предположительно начинающийся в Неваде и простирающийся по Атлантическому океану. След от самолёта был необычен, поскольку казался отличным от других самолётных инверсионных следов, видимых на спутниковых изображениях. Физическое тело, которое оставило такие следы, не было видимо на изображении. Основываясь на деталях снимка, эксперты установили, что это, возможно, самолёт, летящий со скоростью приблизительно 11 265 км/ч. Но другие, в свою очередь, утверждали, что это инверсионный след межконтинентальной баллистической ракеты.
- В октябре 2009 года канал «Fox News» транслировал тестовый пуск иранской ракеты, во время которого невидимый объект, казалось, «прорубил» облако на высокой скорости, лежащей как раз в пределах известного по слухам скоростного диапазона «Авроры»[7]. Об объекте сообщили как об НЛО, однако факты данной ситуации могут служить доказательством тому, что объект, который «прорубает» облако выше ракеты, является ничем иным, как тенью от инверсионного следа ракеты. Это также объясняет, почему никакой объект (кроме ракеты) не замечен в видео.[источник не указан 2729 дней]
- The Sun 11 сентября 2022 года разместил публикацию, в которой описано наблюдение неизвестного летательного аппарата Крисом Гибсоном (англ. Chris Gibson), членом Королевского корпуса наблюдателей — подразделения гражданской обороны, созданного для отслеживания самолетов над Великобританией. В августе 1989 года он наблюдал пролёт группы самолётов над Северным морем примерно в 60 милях от побережья Норфолка — KC-135, двух F-111 и летательного аппарата неизвестной конструкции. На основе наблюдения Криса Гибсона и сделанного им эскиза журналисты пришли к выводу, что наблюдаемый объект может относиться к проекту «Аврора».[8][9]

С полётами «Авроры» связывают некоторые из многочисленных с 1980-х годов наблюдений одного из видов НЛО — так называемых «чёрных треугольников» (Black triangle).

## В культуре
Книги
- Самолёт «Аврора» также упоминается Дэном Брауном в книге Точка обмана, как средство передвижения отряда «Дельта».
- Упоминается в книге Карла Сагана «Мир полный демонов, наука, как свеча во тьме».
- Упоминается в романе Ф.Форсайта "Кулак Аллаха".

Фильмы
- В фильме «Сломанная стрела» эмблема Авроры замечена в шкафчике капитана Райли Хэйла в первых эпизодах фильма и кратко упомянута во время полёта бомбардировщика B-3.
- В фильме «День независимости» рисунок Авроры наклеен на дверцу в шкафчике капитана Стивена «Стиви» Хиллера, героя Уилла Смита.
- В передаче «Военная тайна» (РЕН ТВ) упоминалось о существовании самолёта «Аврора», и о том, что он был создан, испытывался и базируется в Зоне 51 в Неваде.

Сериалы
- Упоминается в английском телесериале «Призраки» о работе британской спецслужбы МИ-5.
- Упоминается в американском телесериале «Секретные материалы», первый сезон, 2 серия «Глубокая глотка», как о секретном самолёте. Также упоминали в шестом сезоне, 5 серии.
- «Аврора» показана в сериале «Зазеркалье 2» 6-го сезона, 5-й серии.

Компьютерные игры
- В игре серии Command & Conquer: Generals, играя за США, есть возможность построить сверхзвуковые бомбардировщики «Аврора», которые невозможно сбить на подлёте к цели из-за слишком высокой скорости полёта.
- В игре «Tom Clancy’s Ghost Recon» в одной из миссий упоминается сбитый секретный самолёт «Аврора» (который, однако, имеет индекс SR-71).
- В игре «Ace Combat 3: Electrosphere» игроку предстоит сражаться с самолётом «Аврора» (в игре упоминается как UI-4054 Aurora).
- В авиасимуляторе «Jane`s Combat Simulations Fighters Anthology» есть управляемый игроком самолёт «Аврора».
- В игре Spec Ops: Stealth Patrol  необходимо найти сбитый самолет «Аврора» извлечь модуль данных и уничтожить кабину.